# 奎达县

所在位置

奎达县(普什图语: کوټه )，巴基斯坦俾路支省的一个县。总面积4057平方公里，总人口1,140,000(2008)。行政中心位于奎达市。

## 行政区划
奎达县分为2个乡，即Panjpai乡、奎达乡。 